# 大沽河
大沽河是位于中国山东省东部的河流，是胶东半岛最大的河流，20世纪80年代开辟为青岛市主要的城市供水水源地。发源于招远市阜山，流经莱西市、平度市、青岛市即墨区、胶州市、城阳区，于胶州市营房镇码头村注入胶州湾。自招远市老马思家至莱西市巨家为上游，自巨家至莱西市望壁河口为中游，平度市南村以下为下游。干流全长179.9千米，流域总面积6131.3平方千米（含南胶莱河1500平方千米），河道平均宽460米，总落差约200米，是常年性河流。
干流上游建有大型水库1座（产芝水库）。
主要支流有小沽河、潴河、五沽河、南胶莱河、流浩河、城子河、落药河、桃源河、云溪河等。
经胶莱河可通往莱州湾。